# Ralf Walter
Ralf Walter (ur. 15 marca 1958 w Andernach) – niemiecki polityk, przez trzy kadencje poseł do Parlamentu Europejskiego (1994–2009).

## Życiorys
Po zdaniu matury ukończył studium zawodowe z zakresu pracy społecznej. Do 1991 był pracownikiem socjalnym, zajmującym się m.in. pracą z trudną młodzieżą. Zasiadał w radzie miejskiej w Cochem (1979–1995), radzie powiatu Cochem-Zell (1984–2004), od 1991 do 1994 był posłem do Bundestagu.
W 1994 z listy Socjaldemokratycznej Partii Niemiec (do której wstąpił w 1977) po raz pierwszy objął mandat deputowanego do Parlamentu Europejskiego. W wyborach w 1999 i 2004 z powodzeniem ubiegał się o reelekcję z ramienia SPD. Był m.in. członkiem grupy socjalistycznej, a w latach 2004–2009 wiceprzewodniczącym Komisji Budżetowej. Nie kandydował w kolejnych wyborach.